# Án di cung

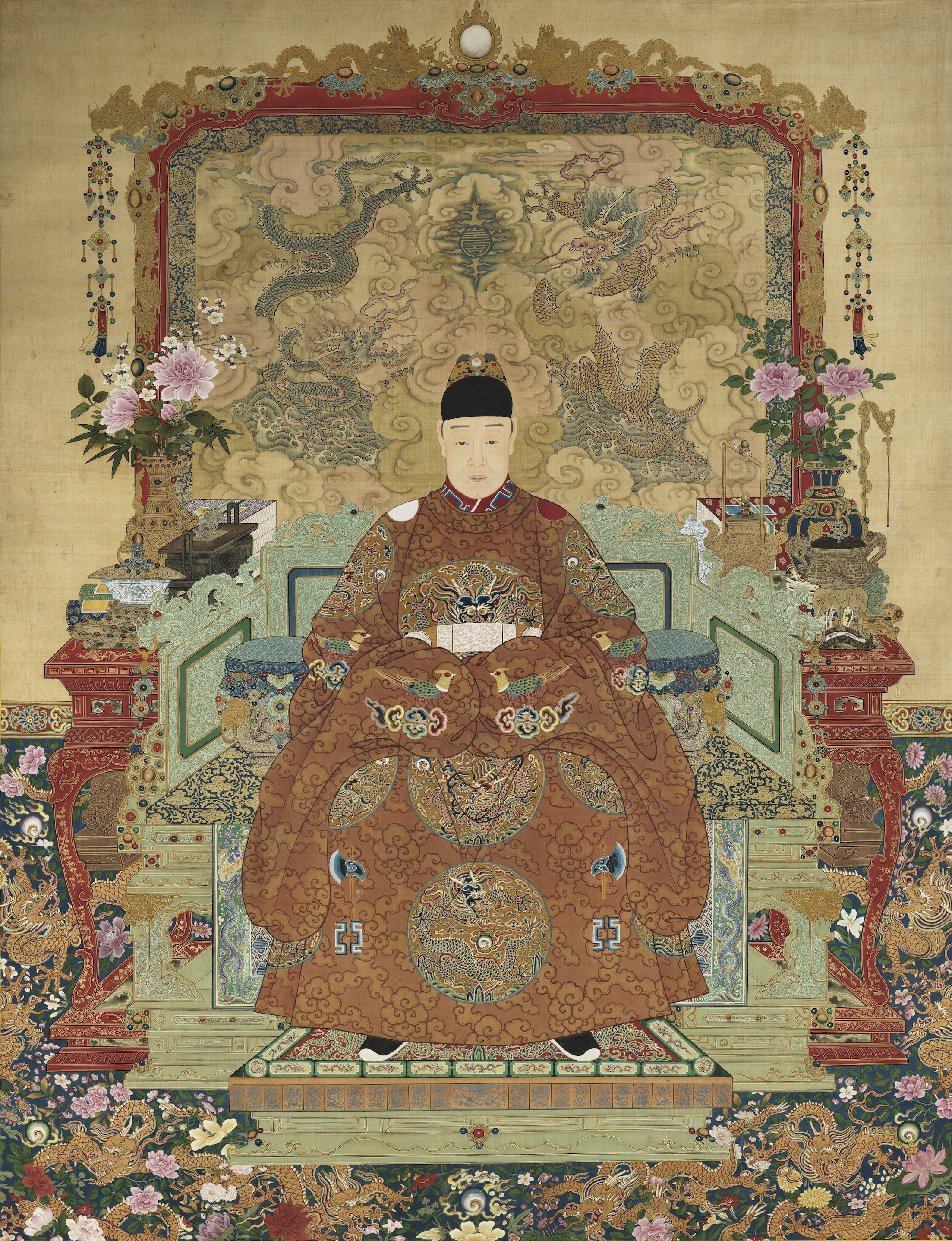
Bức họa Minh Hy Tông Chu Do Hiệu.

Án di cung (chữ Hán: 移宮案), là vụ án thứ ba trong Ba vụ án thời Minh mạt.

## Diễn biến
Tháng 7 ÂL năm Vạn Lịch thứ 46 (1620), Hoàng đế Vạn Lịch nhà Minh băng hà. Thái tử Chu Thường Lạc kế ngôi đại thống, tức là Thái Xương Đế. Bấy giờ sủng phi của Tân Hoàng đế là Tây Lý Tuyển thị sinh được Công chúa Nhạc An và nhận nuôi Hoàng trưởng tử Chu Do Hiệu, được chiếu chỉ vào ở cung Càn Thanh. Thái Xương Đế có ý lập bà ta làm Hoàng quý phi, song chiếu chỉ chưa kịp ban hành thì đã xảy ra chuyện lớn, Thái Xương Đế đột tử sau 30 ngày ở ngôi, sử xưng là Án hồng hoàn.
Tây Lý phi khi đó vẫn còn ở cung Càn Thanh, dựa vào lý lẽ mình là mẹ nuôi của tự quân mà muốn trở thành Hoàng thái hậu. Các đại thần đảng Đông Lâm gồm Đô cấp sự trung Dương Liên, Ngự sử Tả Quang Đẩu sợ bà ta sẽ tìm cách can thiệp triều chính, nên bức bách phải dời đến dưỡng lão ở cung Hối Loan phía sau điện Nhân Thọ. Một vị phi tử khác là Tuyển thị họ Phó cùng với hai vị Công chúa bị trục xuất khỏi cung.
Sau vụ việc di cung đó, thế lực đảng Đông Lâm lớn mạnh, áp chế cả triều. Tuy nhiên không được bao lâu, thế lực đảng Yêm do Ngụy Trung Hiền cầm đầu trỗi dậy, cùng với đảng Đông Lâm tranh giành quyền với nhau. Khi đảng Yêm thắng thế, vụ việc di cung trở thành tội trạng của phe Đông Lâm. Ngự sử Giả Kế Xuân dâng biểu lên Thiên Khải Đế (Chu Do Hiệu) buộc tội phe Đông Lâm nhân do Tân quân mới nối ngôi, gièm pha làm chủ thượng làm điều ngỗ ngược với tiên đế, ép đuổi mẹ kế... Hai phe cãi nhau liên tục, đến khi Hoàng đế đích thân can thiệp, tranh cãi mới dừng lại.
Vụ án di cung cùng với hai vụ án yêu thư thời Vạn Lịch phát sinh từ sự biện tranh giành quốc bổn, thực tế là việc tranh giành giữa quan viên các phái, sử gọi đó là Đông Lâm đảng tranh, còn kéo dài đến thời Nam Minh mới hết.